# Stefan Solyom
Stefan Solyom (Stoccolma, 26 aprile 1979) è un direttore d'orchestra e compositore svedese. È il nipote del pianista svedese-ungherese János Solyom.

## Biografia
Come studente Solyom frequentò la scuola di musica di Adolf Fredrik a Stoccolma. Ha studiato corno e direzione al Royal College of Music, Stoccolma e all'Accademia Sibelius. I suoi insegnanti di direzione orchestrale sono stati Jorma Panula e Leif Segerstam. È stato il vincitore del primo premio nell'edizione 1998 del concorso di direzione della Helsingborg Symphony Orchestra. Solyom diventò direttore artistico della Nordic Youth Orchestra di Lund nel 1999. Nel 2000 fu premiato al Concorso internazionale di direzione di Sibelius.
Solyom diresse per la prima volta l'Orchestra Sinfonica Scozzese della BBC (BBC SSO) nel febbraio 2005, sostituendo con un breve preavviso un altro direttore. Successivamente diventò direttore ospite associato della BBC SSO nel maggio 2006, una posizione creata appositamente per lui. Si dimise da questo incarico nel dicembre 2009.
Nel settembre 2009 Solyom diventò Generalmusikdirektor (GMD) della Deutsche Nationaltheater und Staatskapelle Weimar. Il suo contratto iniziale era di 5 anni. Concluse il suo mandato a Weimar nel luglio 2016. Con la stagione 2009-2010 diventò anche direttore ospite principale dell'Orchestra Sinfonica di Norrköping e ha ricoperto la carica fino al 2013. Nel marzo 2013 Solyom fu nominato successivo direttore principale della Helsingborg Symphony Orchestra, a partire dalla stagione 2014-2015.
Le registrazioni commerciali di Solyom comprendono registrazioni live di Poul Ruders' Fairytale, per la Bridge Records. Tra le sue composizioni figura un Brano da concerto per batteria e archi.
Solyom è sposato con la violinista Catherine Manoukian. Vivono in Svezia e in Germania.